# Control Arms
Control Arms ist eine Kampagne von drei nichtstaatlichen Organisationen, die sich weltweit für einen streng kontrollierten Umgang mit Waffen, insbesondere mit Handfeuerwaffen, einsetzen will. Mit Öffentlichkeits- und Lobbyarbeit wird versucht ein Waffenhandelsabkommen durchzusetzen.
Die Kampagne wurde am 9. Oktober 2003 von Amnesty International, iansa und Oxfam gegründet.
Slogans von Control Arms sind z. B. „It's time for an Arms Trade Treaty“ („Es ist an der Zeit für ein Waffenhandelsabkommen“) oder „Stop the terror trade“ („Stoppt den Terrorhandel“).

## Million Faces
Die Million Faces („Millionen Gesichter“) ist eine Sammlung der Fotos von Menschen, die der Kampagne mit ihrem Abbild, wie in einer Unterschriftenaktion, ihre Zustimmung gegeben haben.
Bis zum 26. Juni 2006 haben sich dafür 1 Million Menschen fotografieren lassen. An diesem Tag wurde die Petition auch dem Generalsekretär der Vereinten Nationen übergeben.
Befürworter und ihre Bilder werden sowohl über das Internet als auch an Informationsständen gesammelt.

## Vertrag über den Waffenhandel
Hauptziel der Aktion war die Durchsetzung eines weltweiten Waffenhandelsabkommens, dem Vertrag über den Waffenhandel. Zahlreiche Staaten, darunter auch die EU, haben öffentlich ihre Zustimmung für ein derartiges Abkommen gegeben. Die UNO-Staaten haben am 2. April 2013 mit wenigen Ausnahmen ein derartiges Waffenhandelsabkommen verabschiedet.